# Rallye Kanárské ostrovy 2011
Rallye Kanárské ostrovy 2011 byla druhá soutěž šampionátu Intercontinental Rally Challenge 2011. Zvítězil zde Juho Hänninen s vozem Škoda Fabia S2000. Soutěž měla 12 rychlostních zkoušek o délce 190,6 km. 

## Průběh soutěže
Shakedown vyhrál Bruno Magalhães s vozem Peugeot 207 S2000. První a třetí test vyhrál Guy Wilks s Peugeotem, ale ve druhém zvítězil Jan Kopecký s takovým náskokem, že po třech testech byl první. Druhý byl Thierry Neuville s Peugeotem a třetí Hänninen. DAlší průjezdy trojicí testů vyhráli Neuville, Kopecký a Hänninen. Kopecký tak zůstával v čele soutěže, na druhé místo se probojoval Freddy Loix s Fabií, třetí byl Neuville a čtvrtý Hänninen. První noční test vyhrál Kopecký před Neuvillem. Druhý noční test byl zrušen.
První test druhé etapy vyhrál Hänninen před Neuvillem. Kopecký ztratil 8,5 sekundy a propadl se na druhé místo za Neuvilla. Hänninen vyhrál i druhý test a posunul se do vedení před Kopeckého, který získal zpět náskok na třetího Neuvilla. O páté místo bojoval Anfreas Mikkelsen s Wilksem. Předposlední test vyhrál Hänninen a poslední Kopecký. Hänninen ale udržel celkové vedení. Na třetím místě byl Neuville a za ním Loix, Wilks a Mikkelsen.

## Výsledky
1. Juho Hänninen, Mikko Markkula – Škoda Fabia S2000
2. Jan Kopecký, Petr Starý – Škoda Fabia S2000
3. Thierry Neuville, Nicolas Gilsoul – Peugeot 207 S2000
4. Freddy Loix, Frederic Miclotte – Škoda Fabia S2000
5. Guy Wilks, Phil Pugh – Peugeot 207 S2000
6. Andreas Mikkelsen, Ola Floene – Škoda Fabia S2000
7. Miguel Fuster, Ignacio Aviño – Porsche 997 GT3
8. Bryan Bouffier, Xavier Panseri – Peugeot 207 S2000
9. Bruno Magalhães, Paulo Grave – Peugeot 207 S2000
10. Xavi Pons, Alex Haro – Ford Fiesta S2000